# Cathédrale de Talin
La cathédrale de Talin (en arménien Թալինի մայր տաճար) est une cathédrale située près de la ville de Talin, dans le marz d'Aragatsotn. Fondée au VIIe siècle, cette cathédrale est l'une des plus importantes d'Arménie.

## Histoire
La cathédrale de Talin est édifiée au VIIe siècle, probablement sous la dynastie Kamsarakan.

## Description
La cathédrale s'inscrit dans un rectangle dont trois côtés sont agrandis par une abside.
La cathédrale est citée comme un exemple de l'art de la stéréotomie : l'utilisation de la pierre polychrome où le rouge et le rose prédominent, donne des effets saisissants. Le tambour de la coupole qui s'est effondrée reposait sur des arcs par l'intermédiaire d'un pendentif. L'ornementation des façades est très riche : des arcs continus encadrent les fenêtres du tambour. De petits arcs garnis de motifs floraux ou géométriques sont placés au-dessus des ouvertures des autres fenêtres .

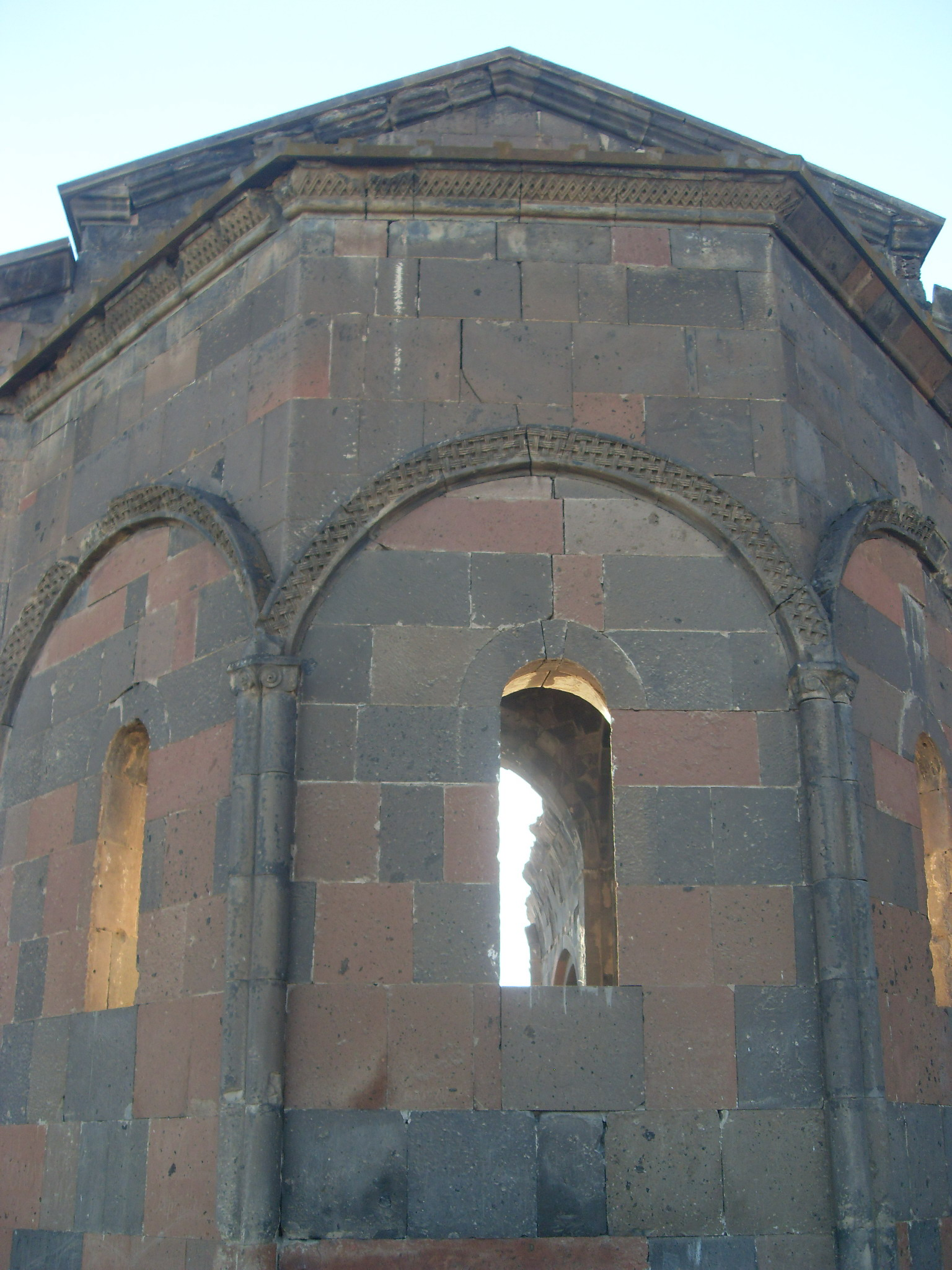
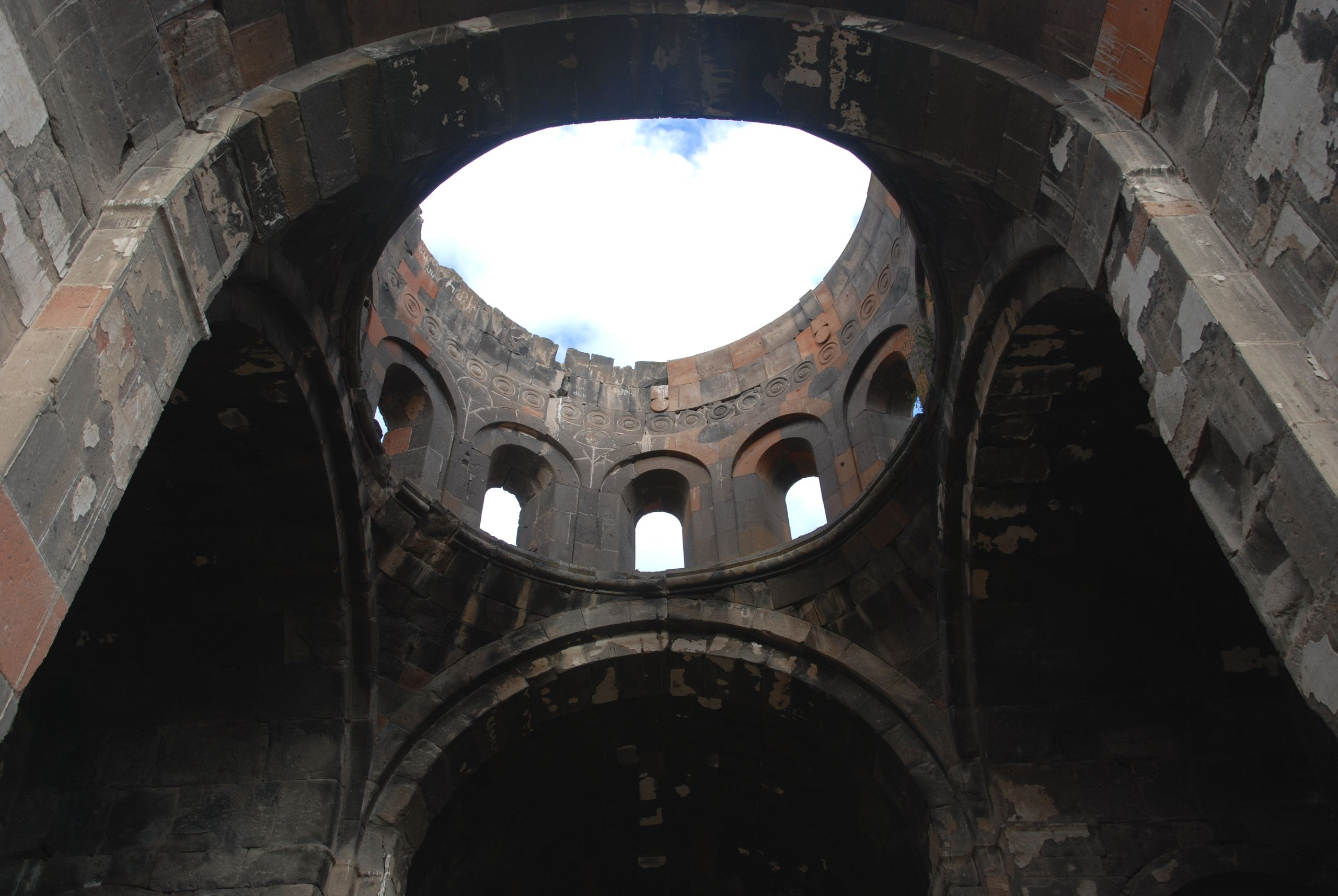
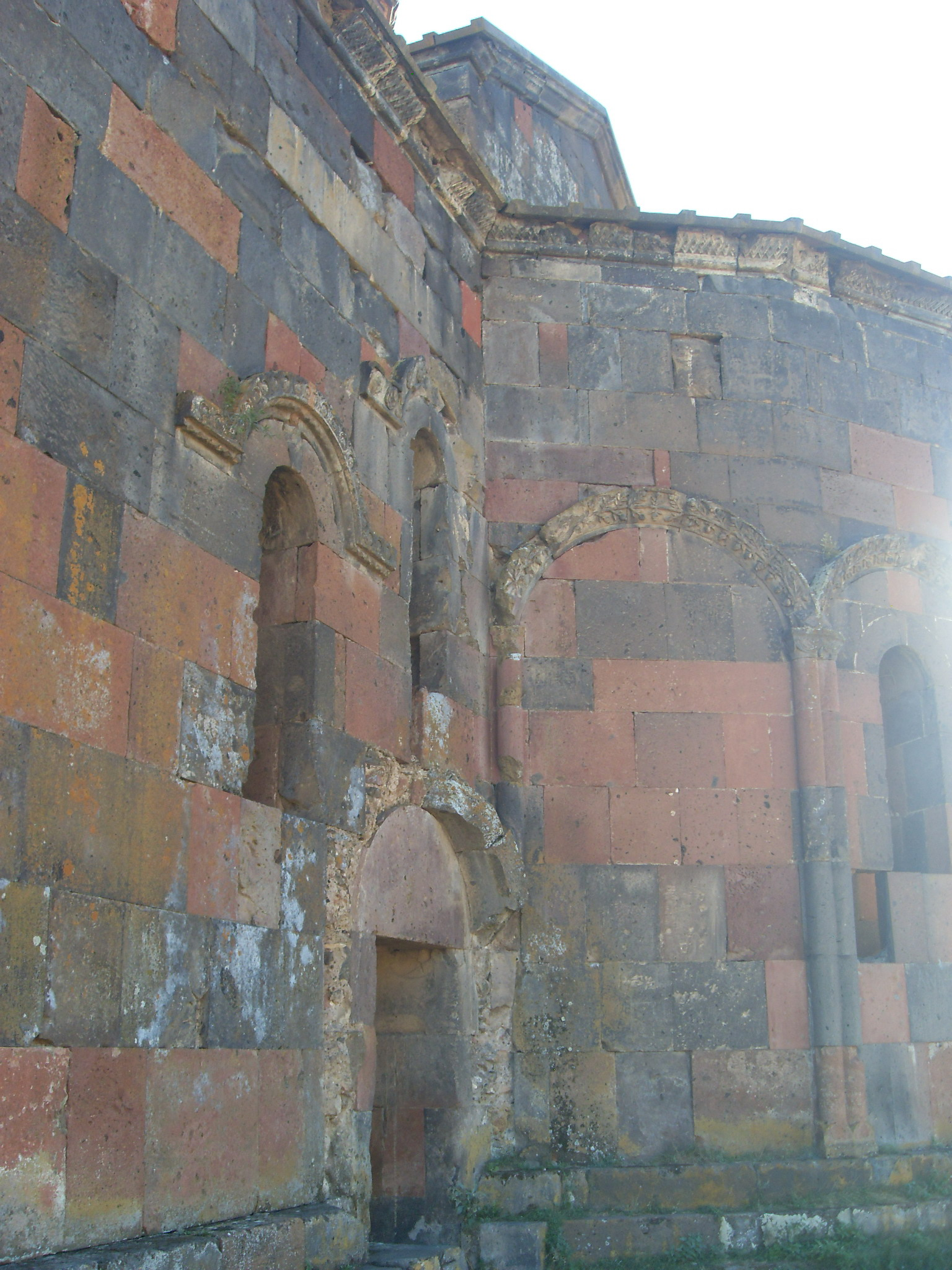
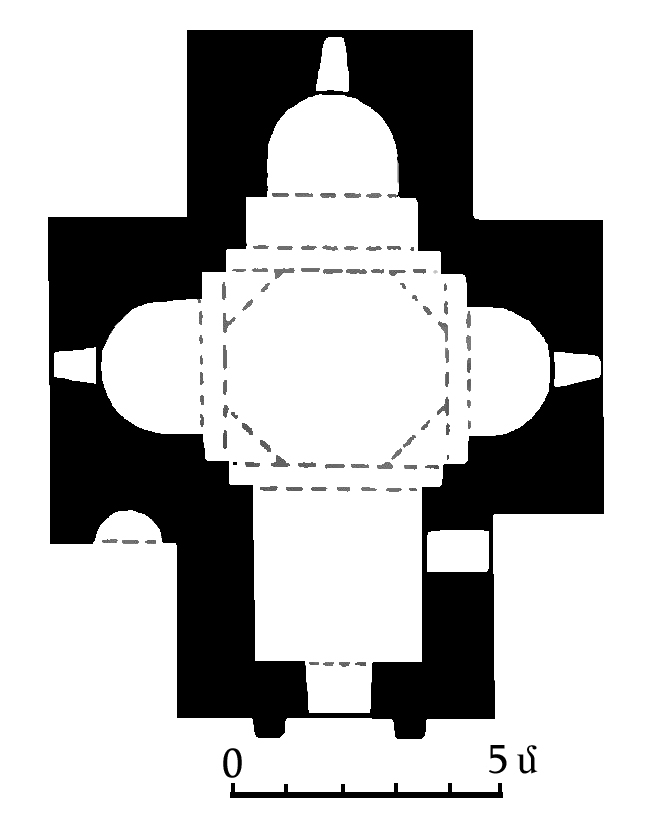